# Pierre Soubiranne
Pierre-Jean-Joseph Soubiranne (Ceret, Vallespir, 18 de gener de 1828 - 18 de juny de 1893) fou un religiós nord-català, que arribà a bisbe de Belley.

## Biografia
Nasqué a Ceret. fill de Joan Tadeu Soubiranne i Rondoni, doctor en cirurgia i de Josepa Caterins Do i Marill, era el segon dels tres fills del matrimoni. La seva precoç intel·ligència, la riquesa dels seus pares i la previsió del seu oncle sacerdot li va permetre ser admès al seminari menor de Saint Nicolas du Chardonnet dirigida pel pare Félix Dupanloup. D'allí aniria al Seminari de Saint Sulpice, el nivell del qual és més elevat.
Va ser ordenat sacerdot en 1856. Es va unir al primer dels seus mentors, Monsenyor Dupanloup. El segueí fins al bisbat d'Orleans, on es converteix en 28 anys el seu vicari general apostòlic. El seu talent teòleg el va fer anar a París, on aviat s'unirà a la direcció de L'Œuvre des Écoles d'Orient com a subdirector. El 27 d'abril de 1863 Mn Lavigerie cedeix oficialment el seu títol de director general de L'Œuvre des Écoles d'Orient a mossèn Soubiranne, qui dirigia l'Œuvre de facto des des 1861. Va ser el segon director general de L'Œuvre des Écoles d'Orient (2 de setembre de 1861 – 27 de gener de 1872)
Va acompanyar l'arquebisbe d'Alger Charles_Lavigerie, al Concili Vaticà I. Davant la càrrega de treball de mossèn Lavigerie, el Papa Pius IX nomena Mossèn Soubiranne bisbe auxiliar d'Alger en desembre de 1871 amb el títol de "in partibus infedelium" (bisbe d'una diòcesi desapareguda : Sebaste). Monsenyor Soubiranne havia escollit com a escuts episcopals la Creu de Jerusalem i el Sagrat Cor; i per divisa: "Spes in utroque"! Va ser consagrat bisbe missioner el 1872 a l'església de Sant Agustí de París, per l'arquebisbe d'Alger. Va secundar brillantment Mn Lavigerie qui li va encarregar la majoria de les tasques administratives. Monsenyor Soubiranne va acabar demanant una diòcesi a França, però Mn. Dupanloup es va negar a deixar-lo tornar a França. Com Dupanloup tenia una influència real sobre el mariscal Patrice de Mac-Mahon, no va ser fins quan el mariscal va renunciar quan Soubiranne obté finalment la diòcesi de Belley.
En 1880, sent bisbe de Belley, va decidir fundar una escola secundària a Bourg en Bresse, que portarà el seu nom, Institution Saint-Pierre, un orfenat i completa el judici apostòlic de Jean-Marie Vianney, rector d'Ars. Set anys més tard, es va retirar a la seva ciutat natal de Ceret, a la seva masia que havia adquirit el 1868, amb el títol d'arquebisbe de Neocaesarea en Ponto "in partibus infedelium". Va patir les seqüeles d'un accident de cotxe. Va morir el dissabte 17 de juny de 1893 a la masia de Can Llemosí (ara la masia Soubiranne). Monsenyor Noël Gaussail, bisbe de Perpinyà, celebra la missa funerària. L'oració funerària va ser pronunciada pel bisbe de Belley, Monseñor Louis-Joseph Luçon, el successor immediat del prelat mort. Pierre Soubiranne està enterrat al panteó familiar a l'antic cementiri de Ceret.

## Obres

### Escrits
- Les Bulgares, les Grecs, les Arméniens, Note : Extrait du XIVe, du XVe et du XVIe "Bulletin de l'Œuvre des Écoles d'Orient", février, mai, juillet 1862. Belin, Paris, 1862. catalogue, Visualiser dans Gallica, ISNI 0000 0000 7688 8465.

### Panegírics
- Panégyrique de St Martin, évêque de Tours, prononcé dans l'église d'Olivet à la fête du 8 juillet 1860. Éditions Gatineau, Blanchard, Orléans, 1860, ISNI 0000 0000 7688 8465.
- Panégyrique de saint Claude, évêque de Besançon, prêché dans la cathédrale de Saint-Claude, le 6 juin 1881. Imprimerie de Villefranche, Bourg, 1881, ISNI 0000 0000 7688 8465.
- Oraison funèbre de Messire Louis Mermod, curé de Gex. Imprimerie de A. Sauzet, Belley, 1881, ISNI 0000 0000 7688 8465.

### Discursos
- Discours sur l'Œuvre des Écoles d'Orient (Note : Congrès catholique de Malines. Août 1863. Dernière séance publique solennelle, Belin, Imprimerie de Divry, Paris, 1863. ISNI 0000 0000 7688 8465.
- Discours prononcé pour l' Erection solennelle de l' Archiconfrérie de la Garde d'honneur du Sacré-Coeur de Jésus, (Donné à Bourg.), Imprimerie de Villefranche, Bourg, 1880., ISNI 0000 0000 7688 8465.
- Discours prononcé le 4 août 1881 à Ars pour l'anniversaire de la mort du vénérable Vianney et l'inauguration d'une statue monumentale de Sainte Philomène, Imprimerie de J.-M. Villefranche, Bourg, 1881., ISNI 0000 0000 7688 8465.
- Discours prononcé dans l'église de Saint-Nicolas de Blois, pour l'ouverture d'une chapelle du Sacré-Cœur de Jésus, le 7 août 1881, Imprimerie de Lecesne, Blois, 1881. ISNI 0000 0000 7688 8465.
- Discours prononcé à la cérémonie de la bénédiction de la première pierre de la basilique des SS. Férréol et Ferjeux, apôtres de la Franche-Comté, le 30 août 1884, Imprimerie de P. Jacquin], Besançon, 1884. ISNI 0000 0000 7688 8465.
- Discours sur la nécessité de l'enseignement supérieur libre (l'Eglise primatiale de Lyon, le 18 novembre 1885, pour la rentrée des Facultés catholiques), Imprimerie de A. Sauzet, Belley, 1885. ISNI 0000 0000 7688 8465.